# Federación Deportiva Nacional Chilena de Aikido Aikikai
La Federación Deportiva Nacional Chilena de Aikido Aikikai (Fedenachaa) es un organismo a nivel nacional para el Aikido Aikikai, que rige en Chile. Tiene como fin administrar (planificar, organizar, controlar, supervisar y desarrollar) todas las actividades de los organismos que están bajo su jurisdicción.

## Estructura
Se formó en el 2014 y su Director Técnico es Shihan Jorge Rojo G., 7º Dan. Sirve como una organización para el Aikido Aikikai nacional, con organizaciones miembro a largo de todo Chile, por ejemplo el Club Deportivo Aikikai Santiago, en Santiago o Club Deportivo Aikido Bushin en la Araucanía.

## Objetivos[1]
El objetivo de la federación es apuntar a lograr afinidad en relación con el movimiento internacional del Aikido al interpretar y aplicar a nivel nacional el espíritu de los Estatutos y Reglamentos de la IAF (International Aikikai Federation)
Además de organizar seminarios tanto nacionales como internacionales con el fin de promover la participación, crecimiento y reconocimiento del Aikido Aikikai.
Por otro lado solicita a los Sensei Nacionales a dictar seminarios en otros países de acuerdo a solicitudes de IAF

## Miembros[2]

### Zona Norte
- Club Aikido Bushido Antofagasta (Antofagasta)
- Centro Cultural de Aikido Taiyo no Kokoro (La Serena)

### Zona Centro
- Club Deportivo de Aikido Casablanca (Casablanca)
- Club de Aikido Viña del Mar (Viña del Mar)
- Club Aikikai Viña del Mar (Viña del Mar)
- Club Aikikai Valparaíso (Valparaíso)
- Club Deportivo Kikai Tanden (Santiago)
- Club Deportivo Aikikai Santiago (Santiago)
- Club Deportivo Seishin Aiki Dojo (Santiago)
- Club Deportivo Aikikai Las Condes (Santiago)
- Club Deportivo de Aikido Dojo Shumeikan (Santiago)
- Sakura Dojo Rancagua (Rancagua)

### Zona Sur
- Club Aikikai Cauquenes (Cauquenes)
- Club Deportivo Aikido Bushin (Temuco)
- Club Deportivo y Centro Cultural de Aikido Kobukan (Osorno)
- Agrupación para la difusión de las Artes Marciales Orientales (Osorno)
- Club de Aikido Seishin Tanren (Valdivia)